# 宋容慧
宋容慧（そう ようけい、宋容慧、ソン ロンフィ、1992年7月25日 - ）は中華人民共和国の囲碁棋士。黒竜江省ハルビン市出身、中国囲棋協会、杭州棋院に所属、五段。全国囲棋個人戦女子の部優勝、ワールドマインドスポーツゲームズ女子個人戦優勝など。

## 経歴
5歳から父に学んで囲碁を始め、ハルビンの棋士朱燕銘、陳兆鋒に師事。2005年に北京の岳権囲碁道場に学ぶ。同年、全国少年戦女子少年組3位。2006年入段。同年全国体育大会で大衆組団体戦で金メダル、また全国個人戦で優勝。2007年全国少年戦女子少年組優勝、建橋杯女子囲棋戦ベスト8。
2008年に第1回ワールドマインドスポーツゲームズ女子個人戦で、李玟眞、朴鋕恩らを破って金メダル獲得。2009年正官庄杯で中国一番手として登場して、6連勝で中国優勝の立役者となる。これらの実績により2008年中国棋院最優秀女子選手に選ばれ、初段から五段へ昇段。2009年女子新人王戦で決勝で唐奕に0-2で敗れ準優勝、全国智力運動会女子団体戦で浙江チームで出場し4位。2010年ペア碁ワールドカップで、謝赫とペアで優勝。同年アジア競技大会の男女ペア碁と女子団体戦で銀メダル獲得。
2011年全国智力運動会優勝。2012年男女混合の新人王戦でベスト16進出。2014年黄龍士双登杯で3人抜き、2015年には5人抜き。
全国囲棋女子団体戦・甲級リーグでは杭州チームで出場。中国棋士ランキングでは、2009年162位、2011年132位。

### タイトル歴
国際棋戦
- ワールドマインドスポーツゲームズ 2008年女子個人戦（○佃亜紀子、○朴鋕恩、○李玟眞）

国内棋戦
- 全国囲棋個人戦女子の部 2006年
- 全国智力運動会女子個人戦 2011年

### その他の棋歴
国際棋戦
- 穹窿山兵聖杯世界女子囲碁選手権 ベスト8 2012年
- 三星火災杯世界囲碁マスターズ出場 2011年（×金志錫、×郭聞潮）
- Mlily夢百合杯世界囲碁オープン戦出場 2013年（×崔哲瀚）
- ペア碁ワールドカップ 優勝 2010年（謝赫とペア）
- アジア競技大会 2010年 男女ペア碁2位（謝赫とペア）・女子団体戦2位
- 正官庄杯世界女子囲碁最強戦
  - 2008年 0-1（×青木喜久代）
  - 2009年 6-1（○李多慧、○加藤啓子、○李夏辰、○万波佳奈、○金恵敏、○青木喜久代、×朴鋕恩）
  - 2010年 1-1（○向井千瑛、×朴鋕恩）
  - 2011年 0-1（×文度媛）
- 黄龍士双登杯世界女子囲棋勝抜戦
  - 2013年 0-1（×金彩瑛）
  - 2014年 3-1（○李玟眞、○吉田美香、○李瑟娥、×藤沢里菜）
  - 2015年 5-1（○呉政娥、○星合志保、○呉侑珍、○謝依旻、○金彩瑛、×崔精）
- 天台山農商銀行杯世界女子囲棋団体選手権戦 2015年 3-0（○謝依旻、○金恵敏、○張凱馨）
- 国手山脈杯国際囲棋戦 2015年ペア碁戦 1位（劉小光とペア）（2-1）

国内棋戦
- 建桥杯中国囲棋女子新人王戦 準優勝 2009年
- 全国囲棋個人戦 3位 2011、13年、6位 2010年
- リコー杯囲棋混双戦 準優勝 2009年（常昊とペア）、2011年（謝赫とペア）
- 全国智力運動会
  - 2009年女子団体戦4位（浙江チーム）
  - 2011年女子団体戦3位（浙江チーム）
- 全国体育大会 2010年女子個人戦5位
- 百霊杯戦
  - 2009年男女超級対抗戦 0-4（×常昊、×孔傑、×謝赫、×朴文尭）
  - 2011年元老女子勝抜戦 1-1（○曹大元、×劉小光）
- 全国囲棋女子団体戦／中国女子囲棋甲級リーグ戦
  - 2012年（杭州市）5-2
  - 2014年（杭州市）7-7
  - 2015年（杭州市）